# Mistrzostwa Świata w Narciarstwie Dowolnym i Snowboardingu 2021 – skicross mężczyzn
Rywalizacja mężczyzn w konkurencji skicross podczas mistrzostw świata w Idre Fjäll została rozegrana na trasie o nazwie Idre Fjäll. Kwalifikacje rozegrano 10 lutego o 12:30, z kolei biegi finałowe 13 lutego o 12:30. Złoty medal wywalczył Szwajcar Alex Fiva, który wyprzedził drugiego na mecie François Place’a oraz trzeciego Erika Mobärga.

## Kwalifikacje
| Miejsce | Bib | Zawodnik                  | Kraj                          | Czas    | Uwagi |
| ------- | --- | ------------------------- | ----------------------------- | ------- | ----- |
| 1.      | 12  | François Place            | Francja                       | 1:11,26 | Q     |
| 2.      | 1   | David Mobärg              | Szwecja                       | 1:11,86 | Q     |
| 3.      | 7   | Jonas Lenherr             | Szwajcaria                    | 1:12,04 | Q     |
| 4.      | 5   | Alex Fiva                 | Szwajcaria                    | 1:12,08 | Q     |
| 5.      | 8   | Bastien Midol             | Francja                       | 1:12,29 | Q     |
| 6.      | 6   | Niklas Bachsleitner       | Niemcy                        | 1:12,37 | Q     |
| 7.      | 14  | Jean Frédéric Chapuis     | Francja                       | 1:12,44 | Q     |
| 8.      | 9   | Reece Howden              | Kanada                        | 1:12,71 | Q     |
| 9.      | 11  | Florian Wilmsmann         | Niemcy                        | 1:12,78 | Q     |
| 10.     | 18  | Johannes Rohrweck         | Austria                       | 1:12,85 | Q     |
| 11.     | 15  | Ryan Regez                | Szwajcaria                    | 1:12,86 | Q     |
| 12.     | 2   | Tyler Wallasch            | Stany Zjednoczone             | 1:13,00 | Q     |
| 13.     | 16  | Brady Leman               | Kanada                        | 1:13,13 | Q     |
| 14.     | 22  | Cornel Renn               | Niemcy                        | 1:13,22 | Q     |
| 15.     | 21  | Christopher Delbosco      | Kanada                        | 1:13,26 | Q     |
| 16.     | 4   | Marc Bischofberger        | Szwajcaria                    | 1:13,27 | Q     |
| 17.     | 10  | Jonathan Midol            | Francja                       | 1:13,41 | Q     |
| 18.     | 13  | Kristofor Mahler          | Kanada                        | 1:13,41 | Q     |
| 19.     | 20  | Youri Duplessis Kergomard | Francja                       | 1:13,60 | Q     |
| 20.     | 19  | Johannes Aujesky          | Austria                       | 1:13,63 | Q     |
| 21.     | 17  | Robert Winkler            | Austria                       | 1:13,75 | Q     |
| 22.     | 26  | Oliver Davies             | Wielka Brytania               | 1:13,78 | Q     |
| 23.     | 3   | Viktor Andersson          | Szwecja                       | 1:13,79 | Q     |
| 24.     | 25  | Ryo Sugai                 | Japonia                       | 1:13,90 | Q     |
| 25.     | 24  | Sandro Siebenhofer        | Austria                       | 1:14,40 | Q     |
| 26.     | 35  | Erik Mobärg               | Szwecja                       | 1:14,42 | Q     |
| 27.     | 28  | Satoshi Furuno            | Japonia                       | 1:14,46 | Q     |
| 28.     | 27  | Ferdinand Dorsch          | Niemcy                        | 1:14,57 | Q     |
| 29.     | 23  | Simone Deromedis          | Włochy                        | 1:14,75 | Q     |
| 30.     | 29  | Siergiej Ridzik           | Rosyjska Federacja Narciarska | 1:14,83 | Q     |
| 31.     | 40  | Fredrik Nilsson           | Szwecja                       | 1:15,30 | Q     |
| 32.     | 37  | Edoardo Zorzi             | Włochy                        | 1:15,37 | Q     |
| 33.     | 39  | Dominik Züch              | Włochy                        | 1:15,48 |       |
| 34.     | 36  | Douglas Crawford          | Australia                     | 1:15,95 |       |
| 35.     | 30  | Igor Omielin              | Rosyjska Federacja Narciarska | 1:16,12 |       |
| 36.     | 33  | Xander Vercammen          | Belgia                        | 1:16,64 |       |
| 37.     | 38  | Ryuto Kobayashi           | Japonia                       | 1:16,95 |       |
| 38.     | 31  | Władimir Szmyrow          | Rosyjska Federacja Narciarska | 1:17,40 |       |
| 39.     | 32  | Robbie Morrison           | Australia                     | 1:17,41 |       |
| 40.     | 34  | Artiom Nabiulin           | Rosyjska Federacja Narciarska | 1:19,31 |       |
| 41.     | 41  | Koppány Pap               | Węgry                         | 1:19,57 |       |

## Finały
Opracowano na podstawie materiału źródłowego: 

### 1/8 finału
| Miejsce | Bib | Zawodnik           | Kraj       | Uwagi |
| ------- | --- | ------------------ | ---------- | ----- |
| 1       | 17  | Jonathan Midol     | Francja    | Q     |
| 2       | 1   | François Place     | Francja    | Q     |
| 3       | 32  | Edoardo Zorzi      | Włochy     |       |
| 4       | 16  | Marc Bischofberger | Szwajcaria |       |

| Miejsce | Bib | Zawodnik         | Kraj              | Uwagi |
| ------- | --- | ---------------- | ----------------- | ----- |
| 1       | 5   | Bastien Midol    | Francja           | Q     |
| 2       | 21  | Robert Winkler   | Austria           | Q     |
| 3       | 12  | Tyler Wallasch   | Stany Zjednoczone |       |
| 4       | 28  | Ferdinand Dorsch | Niemcy            |       |

| Miejsce | Bib | Zawodnik                  | Kraj                          | Uwagi |
| ------- | --- | ------------------------- | ----------------------------- | ----- |
| 1       | 3   | Jonas Lenherr             | Szwajcaria                    | Q     |
| 2       | 14  | Cornel Renn               | Niemcy                        | Q     |
| 3       | 19  | Youri Duplessis Kergomard | Francja                       |       |
| 4       | 30  | Siergiej Ridzik           | Rosyjska Federacja Narciarska |       |

| Miejsce | Bib | Zawodnik              | Kraj    | Uwagi |
| ------- | --- | --------------------- | ------- | ----- |
| 1       | 26  | Erik Mobärg           | Szwecja | Q     |
| 2       | 10  | Johannes Rohrweck     | Austria | Q     |
| 3       | 23  | Viktor Andersson      | Szwecja |       |
| 4       | 7   | Jean Frédéric Chapuis | Francja |       |

| Miejsce | Bib | Zawodnik           | Kraj    | Uwagi |
| ------- | --- | ------------------ | ------- | ----- |
| 1       | 8   | Reece Howden       | Kanada  | Q     |
| 2       | 25  | Sandro Siebenhofer | Austria | Q     |
| 3       | 9   | Florian Wilmsmann  | Niemcy  |       |
| 4       | 24  | Ryo Sugai          | Japonia |       |

| Miejsce | Bib | Zawodnik         | Kraj       | Uwagi |
| ------- | --- | ---------------- | ---------- | ----- |
| 1       | 20  | Johannes Aujesky | Austria    | Q     |
| 2       | 4   | Alex Fiva        | Szwajcaria | Q     |
| 3       | 13  | Brady Leman      | Kanada     |       |
| 4       | 29  | Simone Deromedis | Włochy     |       |

| Miejsce | Bib | Zawodnik            | Kraj            | Uwagi |
| ------- | --- | ------------------- | --------------- | ----- |
| 1       | 22  | Oliver Davies       | Wielka Brytania | Q     |
| 2       | 6   | Niklas Bachsleitner | Niemcy          | Q     |
| 3       | 11  | Ryan Regez          | Szwajcaria      |       |
| 4       | 27  | Satoshi Furuno      | Japonia         |       |

| Miejsce | Bib | Zawodnik             | Kraj    | Uwagi |
| ------- | --- | -------------------- | ------- | ----- |
| 1       | 2   | David Mobärg         | Szwecja | Q     |
| 2       | 18  | Kristofor Mahler     | Kanada  | Q     |
| 3       | 31  | Fredrik Nilsson      | Szwecja |       |
| 4       | 15  | Christopher Delbosco | Kanada  | DNF   |

### Ćwierćfinały
| Miejsce | Bib | Zawodnik           | Kraj    | Uwagi |
| ------- | --- | ------------------ | ------- | ----- |
| 1       | 8   | Reece Howden       | Kanada  | Q     |
| 2       | 1   | François Place     | Francja | Q     |
| 3       | 17  | Jonathan Midol     | Francja |       |
| 4       | 25  | Sandro Siebenhofer | Austria |       |

| Miejsce | Bib | Zawodnik            | Kraj            | Uwagi |
| ------- | --- | ------------------- | --------------- | ----- |
| 1       | 6   | Niklas Bachsleitner | Niemcy          | Q     |
| 2       | 22  | Oliver Davies       | Wielka Brytania | Q     |
| 3       | 14  | Cornel Renn         | Niemcy          |       |
| 4       | 3   | Jonas Lenherr       | Szwajcaria      | DNF   |

| Miejsce | Bib | Zawodnik         | Kraj       | Uwagi |
| ------- | --- | ---------------- | ---------- | ----- |
| 1       | 4   | Alex Fiva        | Szwajcaria | Q     |
| 2       | 20  | Johannes Aujesky | Austria    | Q     |
| 3       | 5   | Bastien Midol    | Francja    |       |
| 4       | 21  | Robert Winkler   | Austria    |       |

| Miejsce | Bib | Zawodnik          | Kraj    | Uwagi |
| ------- | --- | ----------------- | ------- | ----- |
| 1       | 10  | Johannes Rohrweck | Austria | Q     |
| 2       | 26  | Erik Mobärg       | Szwecja | Q     |
| 3       | 18  | Kristofor Mahler  | Kanada  |       |
| 4       | 2   | David Mobärg      | Szwecja |       |

### Półfinały
| Miejsce | Bib | Zawodnik         | Kraj       | Uwagi |
| ------- | --- | ---------------- | ---------- | ----- |
| 1       | 1   | François Place   | Francja    | Q     |
| 2       | 4   | Alex Fiva        | Szwajcaria | Q     |
| 3       | 8   | Reece Howden     | Kanada     |       |
| 4       | 20  | Johannes Aujesky | Austria    |       |

| Miejsce | Bib | Zawodnik            | Kraj            | Uwagi |
| ------- | --- | ------------------- | --------------- | ----- |
| 1       | 26  | Erik Mobärg         | Szwecja         | Q     |
| 2       | 22  | Oliver Davies       | Wielka Brytania | Q     |
| 3       | 10  | Johannes Rohrweck   | Austria         |       |
| 4       | 6   | Niklas Bachsleitner | Niemcy          |       |

### Finały

#### Mały finał
| Miejsce | Bib | Zawodnik            | Kraj    | Uwagi |
| ------- | --- | ------------------- | ------- | ----- |
| 5       | 8   | Reece Howden        | Kanada  |       |
| 6       | 6   | Niklas Bachsleitner | Niemcy  |       |
| 7       | 20  | Johannes Aujesky    | Austria |       |
| 8       | 10  | Johannes Rohrweck   | Austria |       |

#### Duży finał
| Miejsce | Bib | Zawodnik       | Kraj            | Uwagi |
| ------- | --- | -------------- | --------------- | ----- |
| 01 !    | 4   | Alex Fiva      | Szwajcaria      |       |
| 02 !    | 1   | François Place | Francja         |       |
| 03 !    | 26  | Erik Mobärg    | Szwecja         |       |
| 4       | 22  | Oliver Davies  | Wielka Brytania |       |